# Ursjötorp
Ursjötorp är en by i Surahammars kommun, belägen ungefär 1,5 mil väster om Surahammar i Västmanlands län invid Ursjön från vilken byn fått sitt namn. Byn är ett gammalt skogshuggarboställe och har tillhört Snefringe Häradsallmänning. 
I dag finns fyra bostadshus i byn och flera hästhagar.